# Berezniki
Berezniki è una grande città industriale della Russia europea orientale, situata sulla riva sinistra del fiume Kama nel territorio di Perm', di fronte alla città di Usol'e, posto sulla riva destra, al quale è collegata da un ponte costruito nel 1981.

## Storia
La città venne fondata nel 1932 attorno ad un grosso kombinat chimico, fondato tre anni prima; lo sviluppo della città fu molto rapido e la portò in breve tempo a superare i 100 000 abitanti. Un certo ridimensionamento ha tuttavia fatto seguito alla crisi susseguente al crollo dell'Unione Sovietica.

## Società

### Evoluzione demografica
Fonte: mojgorod.ru
- 1939: 50.600
- 1959: 106.100
- 1970: 146.000
- 1989: 201.200
- 2002: 173.077
- 2006: 168.300

## Economia
Fonte di lavoro per gli abitanti di Berezniki è la presenza di numerose industrie metallurgiche, chimiche e minerarie (in particolare quelle per l'estrazione della potassa).
Per le esigenze energetiche, invece, la città dispone di tre centrali termoelettriche.

## Infrastrutture e trasporti

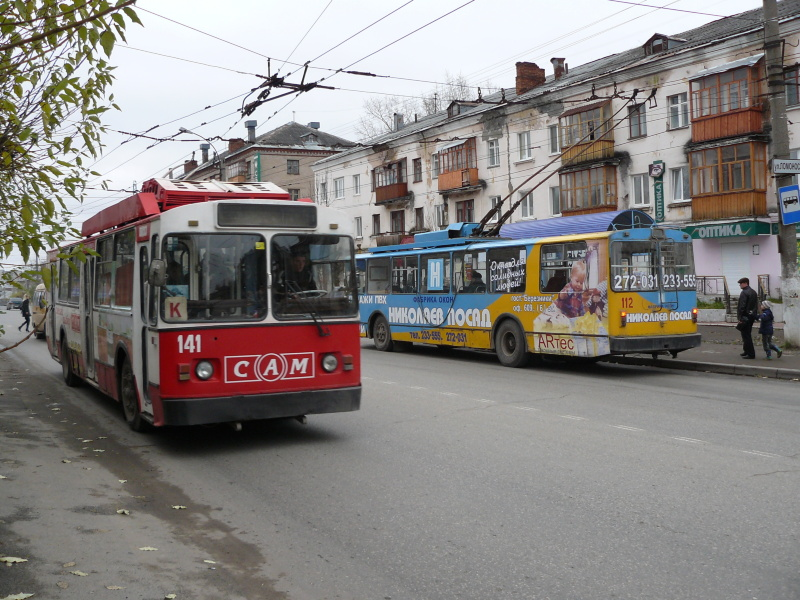
Filobus in una via centrale.

Berezniki è collegata con ampie strade ad altri centri della regione e con un'autostrada a Perm'. L'aeroporto, con pista asfaltata, serve più spesso per l'atterraggio di elicotteri, mentre la ferrovia è indispensabile per arrivare alle miniere di potassa.

### Trasporto pubblico
In città il mezzo più diffuso è il filobus, come spesso accade in Russia, di produzione sovietica, il cui impianto iniziale risale al 1961.